# Serie B 2019-2020 (pallavolo)
La Serie B 2019-2020 si è svolta dal 19 ottobre 2019 al 23 febbraio 2020: al torneo hanno partecipato centodue squadre di club italiane e una squadra di club sammarinese. Il campionato è stato interrotto a seguito del diffondersi della pandemia di COVID-19.

## Regolamento

### Formula
Le squadre, divise in otto gironi, avrebbero dovuto disputare un girone all'italiana, con gare di andata e ritorno, per un totale di ventisei giornate; al termine della regular seson:
- La prima classificata di ogni girone avrebbe acceduto al primo turno dei play-off promozione strutturati in una finale, giocata al meglio di due vittorie su tre gare: le quattro vincitrice sarebbero state promosse in Serie A3.
- La seconda classificata di ogni girone e le quattro sconfitte al primo turno dei play-off promozione avrebbero acceduto al secondo turno dei play-off promozione, strutturati in semifinali (a cui avrebbero partecipato la seconda classificata di ogni girone) e finale (a cui sarebbero già qualificate le quattro sconfitte al primo turno dei play-off promozione), entrambe giocate al meglio di due vittorie su tre gare: le quattro vincitrici sarebbero state promosse in Serie A3.
- Le ultime tre classificate del girone A, B, E e F, le ultime quattro classificate del girone C e D, le ultime due classificate del girone G e l'ultima classificata del girone H sarebbero state retrocesse in Serie C.

A seguito del diffondersi in Italia della pandemia di COVID-19, il 21 febbraio sono state sospese le partite in programma nei gironi A e B e il giorno seguente quelle del girone C; il 26 febbraio è stata decretata la sospensione dell'intera manifestazione fino al 1º marzo 2020, ulteriormente prorogata il 4 marzo 2020 fino al 15 marzo. A seguito della decisione del CONI del 9 marzo di sospendere tutte le manifestazioni sportive fino al 3 aprile 2020, la FIPAV ha prolungato tale sospensione fino al 13 aprile: l'8 aprile 2020 la stessa Federazione Italiana Pallavolo ha infine decretato la chiusura anticipata del campionato senza assegnazioni delle promozioni e delle retrocessioni.

### Criteri di classifica
Se il risultato finale è stato di 3-0 o 3-1 sono stati assegnati 3 punti alla squadra vincente e 0 a quella sconfitta, se il risultato finale è stato di 3-2 sono stati assegnati 2 punti alla squadra vincente e 1 a quella sconfitta.
L'ordine del posizionamento in classifica è stato definito in base a:
- Punti;
- Numero di partite vinte;
- Ratio dei set vinti/persi;
- Ratio dei punti realizzati/subiti.

## Squadre partecipanti

### Girone A
- Alto Canavese
- Caronno Pertusella
- Cappuvolley
- CUS Genova
- Garlasco
- Novi
- PCG Bresso
- Powervolley Milano II
- Sant'Anna
- Saronno
- Savigliano
- Valli di Lanzo
- Yaka

### Girone B
- Anderlini
- Busseto
- Canottieri Ongina
- Concorezzo
- Gabbiano Mantova
- Grassobbio
- Milano II
- Modena II
- San Martino
- Stadium Mirandola
- Scanzorosciate
- Valtrompia
- Viadana

### Girone C
- Aduna Padova
- Argentario
- Belluno
- Castellana
- Eagles
- Lagaris
- Massanzago
- Monselice
- Olimpia Zanè
- Padova II
- Portogruaro
- Silvolley
- Treviso
- Valsugana

### Girone D
- 4 Torri Ferrara
- Arno
- Bologna
- Club Cesena
- Città di Castello
- Era
- Forlì
- Laghezza
- Monteluce
- San Giustino
- San Marino
- Sir Safety Perugia II
- Team Volley
- Valdimagra

### Girone E
- Ankon
- Bari
- CLT
- InterVolley Foligno
- Libertas Osimo
- Lucera
- Macerata II
- Manzoni
- New Gioia
- Nova Loreto
- Pineto
- Revolution Turi
- Virtus Paglieta

### Girone F
- Anguillara
- Civita Castellana
- CUS Cagliari
- Fenice Roma
- Garibaldi
- Genzano
- Isola Sacra
- Lazio
- Orte
- Roma 7
- Sarroch
- Silvio Pellico 3P
- Virtus Roma

### Girone G
- Atripalda
- Casarano
- Folgore Massa
- Fulgor Tricase
- Ischia
- Marcianise
- Marigliano
- Martina
- Nuova Olimpica
- Olimpia Galatina
- Rione Terra
- Team Napoli

### Girone H
- Aquila Bronte
- Callipo II
- Cinquefrondi
- Gupe
- Letojanni
- Papiro
- Partinico
- Saturnia Acicastello
- Volley Catania
- Volo International
- W.G. Morgan